# Brian Daboll
Brian Michael Daboll (* 14. April 1975 in Welland, Ontario) ist ein US-amerikanischer American-Football-Trainer. Aktuell ist er der Head Coach der New York Giants in der NFL. Zuvor war er bereits viele Jahre als Assistenztrainer bei verschiedenen anderen Teams aktiv.

## Frühe Jahre
Daboll wurde im kanadischen Welland geboren. Er wuchs allerdings bei seiner Mutter und seinen Großeltern im US-amerikanischen West Seneca, New York auf. Er besuchte die St. Francis High School in Athol Springs, New York, an der er auch in der Footballmannschaft als Runningback und als Defensive Back sowie in der Leichtathletikmannschaft aktiv war. So konnte er in der Offense mit dem Ball für 145 Yards und zwei Touchdowns laufen, in der Defense gelangen ihm 79 Tackles und eine Interception. Daboll konnte mit seinem Team sowohl 1991 als auch 1992 die Monsignor Martin Championship gewinnen. In beiden Jahren wurde er auch ins First-Team All-League als Defensive Back gewählt. Nach seinem Highschoolabschluss erhielt er ein Stipendium der University of Rochester, an der er in den folgenden Jahren ebenfalls in der Footballmannschaft aktiv war. In den folgenden drei Saisons konnte Daboll in 17 Spielen 103 Tackles und sechs Interceptions verzeichnen. Seine aktive Football-Karriere endete allerdings, als er sich eine Spinale Stenose zuzog und deswegen kein Football mehr spielen durfte. Daboll konnte dennoch einen Abschluss in Wirtschaft von der Universität erlangen.

## Karriere als Trainer

### Assistenztrainertätigkeiten
Nach seiner aktiven Karriere begann Daboll zunächst als Assistenztrainer am College of William and Mary zu arbeiten, ehe er 1998 für zwei Saisons an die Michigan State University ging. Dort arbeitete er unter Head Coach Nick Saban als Graduate Assistant.
Im Jahr 2000 begann Daboll seine Karriere als Assistenztrainer in der NFL. Zunächst arbeitete er als Assistenztrainer in der Defense bei den New England Patriots unter Bill Belichick, ehe er 2002 Trainer der Wide Receiver bei den Patriots wurde. Sein Nachfolger als Assistenztrainer in der Defense wurde Josh McDaniels. In dieser Zeit konnte er mit den Patriots drei Super Bowls gewinnen: Super Bowl XXXVI, Super Bowl XXXVIII und Super Bowl XXXIX. 2007 verließ er allerdings die Patriots, um unter Eric Mangini Trainer der Quarterbacks bei den New York Jets zu werden. Nachdem Mangini nach zwei Saisons bei den Jets entlassen worden war, wechselte dieser zu den Cleveland Browns. Daboll folgte Mangini und wurde in Cleveland Offensive Coordinator. Die Offense konnte unter ihm allerdings keine guten Leistungen zeigen, in der Saison 2009 war sie sogar die schlechteste der Liga. Daraufhin war er eine Saison Offensive Coordinator bei den Miami Dolphins unter Tony Sparano und bei den Kansas City Chiefs unter Romeo Crennel, wurde jedoch jeweils nach einer Saison schon wieder entlassen.
Daher kehrte Daboll zur Saison 2013 zu den New England Patriots zurück, wo er Trainer der Tight Ends wurde. Auch in seiner zweiten Amtszeit bei den Patriots war er sehr erfolgreich und konnte diesmal zwei Super Bowls gewinnen: Super Bowl XLIX und Super Bowl LI. Nach der Saison 2016 kehrte Daboll jedoch in den College Football zurück, wo er erneut als Offense Coordinator arbeitete, diesmal an der University of Alabama unter Nick Saban, den er schon von der Michigan State University kannte. Daneben arbeitete er als Trainer der Quarterbacks mit Tua Tagovailoa und Jalen Hurts. In der einen Saison an der University of Alabama konnte er direkt das College Football Playoff National Championship Game mit seinem Team gewinnen. Am 4. Januar 2018 wurde er zum Offense Coordinator der Buffalo Bills unter deren neuen Trainer Sean McDermott ernannt. Dort konnte er in den folgenden Jahren eine der besten Offenses der Liga etablieren und half dabei mit Josh Allen einen guten aber jungen Quarterback zu entwickeln. In der Saison 2020 konnten die Bills erstmals seit 1995 die AFC East gewinnen und unterlagen in den Playoffs erst im AFC Championship Game den Kansas City Chiefs. Für seine guten Leistungen wurde er zum Associated Press NFL Assistant Coach of the Year ernannt.

### Head Coach der New York Giants
Am 28. Januar 2022 wurde Daboll zum Head Coach der New York Giants ernannt. Er startete sehr gut mit seinem Team in die Saison 2022 und konnte sechs der ersten sieben Spiele gewinnen. In der Folge ließen die Leistungen der Giants allerdings nach, nichtsdestotrotz konnte das Team mit neun Siegen bei sieben Niederlagen und einem Unentschieden die Playoffs erreichen. Es war die erste Playoffteilnahme der Giants seit sechs Jahren. In der Postseason konnten sie zunächst mit 31:24 gegen die Minnesota Vikings gewinnen, ehe sie allerdings in der Divisional Round mit 7:38 den Philadelphia Eagles unterlagen und somit ausschieden. Da es Daboll jedoch gelang, mit einem Team, das in der Vorsaison nur vier Spiele gewonnen hatte, die zweite Playoffrunde zu erreichen, wurde er nach Saisonende zum NFL Coach of the Year gewählt.
In der Saison 2023 konnten die Giants unter Daboll jedoch nicht an die Leistungen der Vorsaison anknüpfen. So konnten sie nur sechs Siege aus 17 Partien einfahren und qualifizierten sich deutlich nicht für die Playoffs. Allerdings hatte das Team vermehrt mit Verletzungen zu kämpfen, unter anderem fehlte der Starting Quarterback Daniel Jones in der zweiten Saisonhälfte verletzungsbedingt.

## Karrierestatistiken
| Team   | Saison | Regular Season | Regular Season | Regular Season | Regular Season | Regular Season     | Postseason | Postseason  | Postseason | Postseason                                                      |
| Team   | Saison | Siege          | Niederlagen    | Unentschieden  | Siege %        | Platzierung        | Siege      | Niederlagen | Siege %    | Ergebnis                                                        |
| ------ | ------ | -------------- | -------------- | -------------- | -------------- | ------------------ | ---------- | ----------- | ---------- | --------------------------------------------------------------- |
| Giants | 2022   | 9              | 7              | 1              | 52,9 %         | 3. in der NFC East | 1          | 1           | 50,0 %     | Niederlage gegen die Philadelphia Eagles im NFC Divisional Game |
| Giants | 2023   | 6              | 11             | 0              | 35,3 %         | 3. in der NFC East | –          | –           | –          | –                                                               |
| Gesamt | Gesamt | 15             | 18             | 1              | 44,1 %         |                    | 1          | 1           | 50,0 %     |                                                                 |